# Powerlifting ai XV Giochi paralimpici estivi

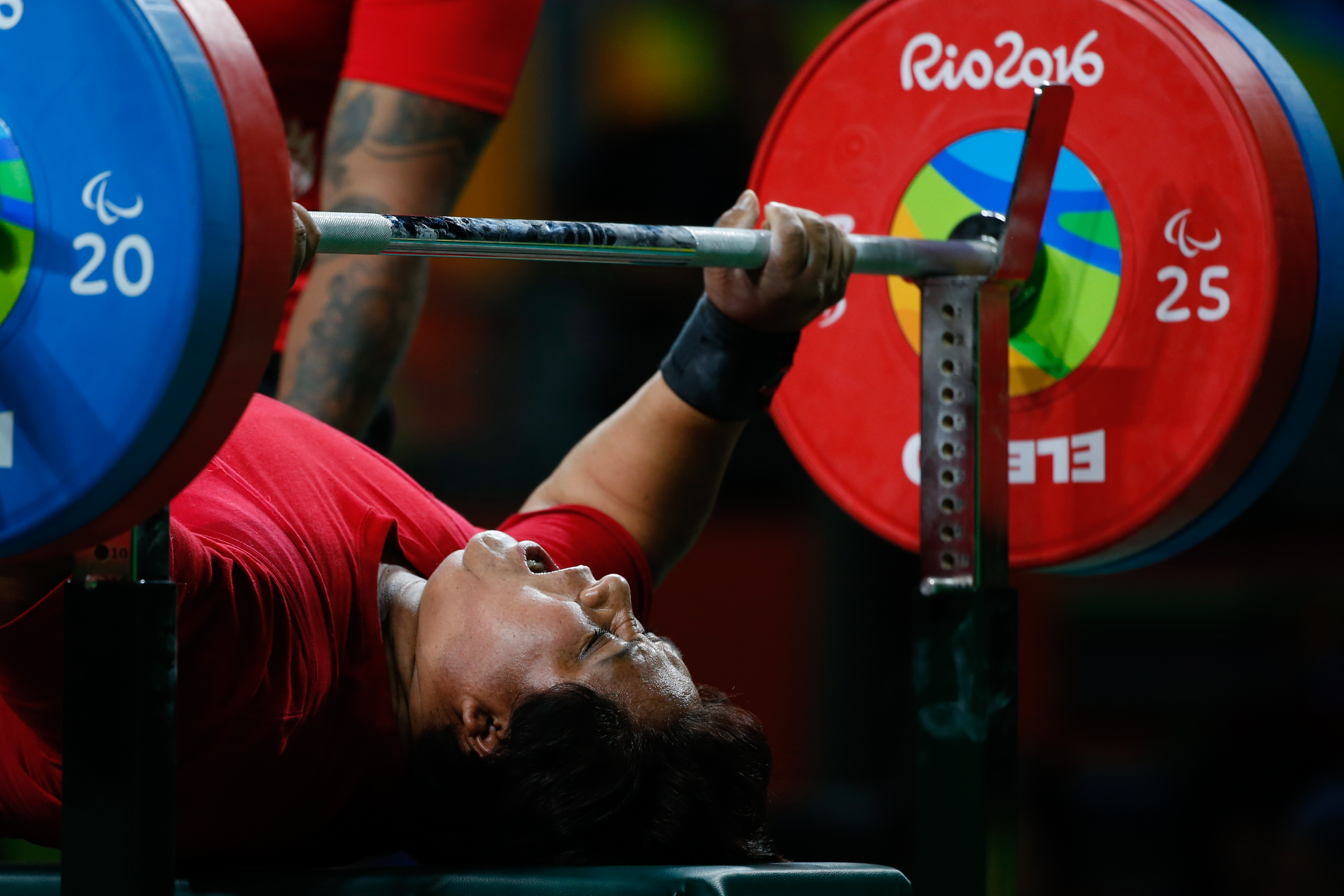
L'atleta messicana Catalina Diaz Vilchis, medaglia di bronzo negli 86 kg.

Le gare di powerlifting dei XV Giochi paralimpici estivi si sono svolte dall'8 al 14 settembre 2016 presso il Riocentro. In totale sono state disputate 20 competizioni, suddivise in base al peso corporeo dei partecipanti. Vi hanno preso parte 180 atleti provenienti da 36 nazioni

## Calendario
| Powerlifting ai XV Giochi paralimpici estivi | Powerlifting ai XV Giochi paralimpici estivi | Powerlifting ai XV Giochi paralimpici estivi | Powerlifting ai XV Giochi paralimpici estivi | Powerlifting ai XV Giochi paralimpici estivi | Powerlifting ai XV Giochi paralimpici estivi | Powerlifting ai XV Giochi paralimpici estivi | Powerlifting ai XV Giochi paralimpici estivi | Powerlifting ai XV Giochi paralimpici estivi |
|                                              | Gio 8                                        | Ven 9                                        | Sab 10                                       | Dom 11                                       | Lun 12                                       | Mar 13                                       | Mer 14                                       | Totale                                       |
| -------------------------------------------- | -------------------------------------------- | -------------------------------------------- | -------------------------------------------- | -------------------------------------------- | -------------------------------------------- | -------------------------------------------- | -------------------------------------------- | -------------------------------------------- |
| Uomini                                       | 49 kg                                        | 54 kg                                        | 65 kg                                        | 72 kg                                        | 80 kg                                        | 88 kg                                        | 107 kg                                       | 10                                           |
| Uomini                                       | 49 kg                                        | 59 kg                                        | 65 kg                                        | 72 kg                                        | 80 kg                                        | 97 kg                                        | +107 kg                                      | 10                                           |
| Donne                                        | 41 kg                                        | 45 kg                                        | 50 kg                                        | 61 kg                                        | 73 kg                                        | 86 kg                                        | +86 kg                                       | 10                                           |
| Donne                                        | 41 kg                                        | 45 kg                                        | 55 kg                                        | 67 kg                                        | 79 kg                                        | 86 kg                                        | +86 kg                                       | 10                                           |
| Totale                                       | 2                                            | 3                                            | 3                                            | 3                                            | 3                                            | 3                                            | 3                                            | 20                                           |

|  | Finali |

## Podi

### Uomini
| Evento  | Oro             | Argento         | Bronzo                          |
| 49 kg   | Lê Văn Công     | Omar Qarada     | Nandor Tunkel                   |
| 54 kg   | Wang Jian       | Roland Ezuruike | Dimitrios Bakochristos          |
| 59 kg   | Sherif Othman   | Ali Jawad       | Yang Quanxi                     |
| 65 kg   | Paul Kehinde    | Hu Peng         | Shaaban Ibrahim                 |
| 72 kg   | Liu Lei         | Rasool Mohsin   | Nnamdi Innocent                 |
| 80 kg   | Majid Farzin    | Gu Xiaofei      | Akhror Bozorov                  |
| 88 kg   | Mohammed Khalaf | Evanio da Silva | Sodnompiljee Enkhbayar          |
| 97 kg   | Mohamed Eldib   | Qi Dong         | Jose de Jesus Castillo Castillo |
| 107 kg  | Pavlos Mamalos  | Mohamed Ahmed   | Ali Sadeghzadehsalmani          |
| +107 kg | Siamand Rahman  | Amr Mosaad      | Jamil Elshebli                  |

### Donne
| Evento | Oro                   | Argento              | Bronzo                |
| 41 kg  | Nazmiye Muslu Muratlı | Zhe Cui              | Ni Nengah Widiasih    |
| 45 kg  | Hu Dandan             | Latifat Tijani       | Zoe Newson            |
| 50 kg  | Lidiia Soloviova      | Rehab Ahmed          | Dang Thi Linh Phuong  |
| 55 kg  | Amalia Pérez          | Esther Oyema         | Xiao Cuijuan          |
| 61 kg  | Lucy Ejike            | Fatma Omar           | Yang Yan              |
| 67 kg  | Tan Yujiao            | Raushan Koishibayeva | Amal Mahmoud          |
| 73 kg  | Ndidi Nwosu           | Souhad Ghazouani     | Amany Ali             |
| 79 kg  | Bose Omolayo          | Xu Lili              | Lin Tzu-Hui           |
| 86 kg  | Randa Mahmoud         | Tharwah Alhajaj      | Catalina Diaz Vilchis |
| +86 kg | Josephine Orji        | Marzena Zieba        | Melaica Tuinfort      |

## Medagliere
| Posizione | Paese               | Oro | Argento | Bronzo | Totale |
| --------- | ------------------- | --- | ------- | ------ | ------ |
| 1         | Nigeria             | 6   | 2       | 1      | 9      |
| 2         | Cina                | 3   | 6       | 3      | 12     |
| 3         | Egitto              | 3   | 4       | 3      | 10     |
| 4         | Iran                | 2   | 0       | 1      | 3      |
| 5         | Messico             | 1   | 0       | 2      | 3      |
| 6         | Grecia              | 1   | 0       | 1      | 2      |
| 6         | Vietnam             | 1   | 0       | 1      | 2      |
| 8         | Emirati Arabi Uniti | 1   | 0       | 0      | 1      |
| 8         | Turchia             | 1   | 0       | 0      | 1      |
| 8         | Ucraina             | 1   | 0       | 0      | 1      |
| 11        | Giordania           | 0   | 2       | 1      | 3      |
| 12        | Gran Bretagna       | 0   | 1       | 1      | 2      |
| 13        | Brasile             | 0   | 1       | 0      | 1      |
| 13        | Francia             | 0   | 1       | 0      | 1      |
| 13        | Iraq                | 0   | 1       | 0      | 1      |
| 13        | Kazakistan          | 0   | 1       | 0      | 1      |
| 13        | Polonia             | 0   | 1       | 0      | 1      |
| 18        | Indonesia           | 0   | 0       | 1      | 1      |
| 18        | Mongolia            | 0   | 0       | 1      | 1      |
| 18        | Paesi Bassi         | 0   | 0       | 1      | 1      |
| 18        | Taipei cinese       | 0   | 0       | 1      | 1      |
| 18        | Ungheria            | 0   | 0       | 1      | 1      |
| 18        | Uzbekistan          | 0   | 0       | 1      | 1      |
| Totale    | Totale              | 20  | 20      | 20     | 60     |